# Accelerated Graphics Port
Een Accelerated Graphics Port of AGP is een poort aanwezig op het moederbord van een computer die plaats biedt voor een grafische kaart. Het is de opvolger van de Peripheral Component Interconnect (PCI)-insteekkaart voor grafische kaarten.
De AGP-poort is ontwikkeld voor de verwerking van grote hoeveelheden data. De eerste ontwerpen werken met een klokfrequentie van 66 MHz. De bandbreedte is in de loop der jaren gestegen. Zo spreekt men van AGP 1X, 2X, 4X en 8X (vermenigvuldigd met 66 MHz).
Deze grote bandbreedte was oorspronkelijk bedoeld om de hoeveelheid duur Random Access Memory (RAM) op de videokaart te kunnen beperken. De geheugenopslokkende textures zouden eenvoudigweg steeds vanuit het goedkopere normale RAM van de pc over de AGP-bus gestuurd worden. In de praktijk leverde dit niet genoeg prestaties op. De snellere videokaarten kregen daarom toch hun eigen, snelle RAM om de textures in op te slaan.
In 2005 heeft PCI Express AGP opgevolgd, al zijn AGP-kaarten nog steeds voorhanden. PCI Express, dat niet beperkt is tot het gebruik met grafische kaarten, biedt een veel hogere snelheid en tal van nieuwe eigenschappen.